# Mode Gakuen Cocoon Tower
Mode Gakuen Cocoon Tower (jap. モード学園コクーンタワー Mōdo Gakuen Kokūn Tawā) - siedemnasty najwyższy wieżowiec w Tokio o wysokości 204 m. Znajduje się w dzielnicy Shinjuku.
Budynek jest siedzibą trzech placówek oświatowych: Tokyo Mode Gakuen (szkoła zawodowa mody), HAL Tokyo (uczelnia projektowania i specjalnych technologii) i Shuto Ikō (szkoła medyczna). Jest drugim co do wysokości budynkiem edukacyjnym na świecie, ustępując jedynie głównemu budynkowi Uniwersytetu Moskiewskiego (240 m).
Wieżowiec stanął na miejscu wyburzonego Asahi Seimei Headquarters Building.
Został uznany za najlepszy wieżowiec wzniesiony w 2008 r. w konkursie Emporis Skyscraper Award, wygrywając z Boutique Monaco (Seul) i Shanghai World Financial Center z Szanghaju.